# دورة كليمانكو
دورة كليمانكو كما تُسمي أو دورة السريان الشلالي الواحد هي طريقة لتبريد الغازات أو تسييلها (تحويلها من الحالة الغازية إلي الحالة السائلة) يُستخدم فيها مجري واحد من المبردات المختلطة مع بعضها البعض.
ومصطلح «دورة كليمانكو» يتم إستخدامه في التبريدإذا تم استخدام أكثر من عنصر مُبرِد في نفس الدورة
.
العالم الروسي أليكسندر بيتوفيتش كليمانكو (Александр Петрович Клименко)وصف تلك الدورة ذات السريان الشلالي الواحد في أحداث واجتماعات المؤتمر الدولي للتبريد الثالث عشر الذي إنعقد في كوبنهاغن في الدنمارك عام 1959.
وتم نشرها في كتاب عام 1960 «التقدم في علم وتكنولوجيا التبريد» (progress in refrigeration science and technology) من قبل دار بيرجمون للنشر في الصفحات 34 - 35 - 36 - 37 - 38 - 39.